# Централна Африка
Централна Африка е географски регион, който се простира в централната част на континента Африка в екваториалната и субекваториална ивица, включваща обширната плоска депресия на Конго, на запад прилепва към Атлантическия океан и Гвинейския залив, на север включва платото Азанда, а на юг – платото Лунд и плато Ангола. В източната част районът е ограничен от клона на Западния риф на Източноафриканската рифтова система.

## География
Басейнът на река Конго има плоско, блатисто дъно на надморска височина от 300 – 500 m. Най-високите планини са платото Адамауа в Камерун (до 3008 m) и вулканичният масив на Камерун (до 4040 m). Въпреки това в основната си част Централна Африка се характеризира със спокоен релеф, без много колебания. Приекваториална Африка, особено басейнът на Конго, има най-гъстата мрежа от пълно течащи реки в Африка, най-голямата от които е река Конго (Заир). Реките Огова, Кванза и други също се вливат в Гвинейския залив. Огромни пространства са заети от блатата. В пояса на екваториалния климат растат гъсти многостепенни влажни тропически гори. В субекваториалната зона има галерийни гори. Савани от различни видове са широко разпространени във водосборните пространства. В устията на реките, вливащи се в Гвинейския залив, мангровите гори са широко разпространени.

### Държави
Съгласно ООН държавите, образуващи Централна Африка са:
| Държава                       | Столица  | Валута           | Официален език                 | Площ          | Население  |
| ----------------------------- | -------- | ---------------- | ------------------------------ | ------------- | ---------- |
| Ангола                        | Луанда   | Анголска кванза  | португалски                    | 1 246 700 km² | 15 941 000 |
| Габон                         | Либревил | CFA франк        | френски                        | 267 668 km²   | 1 384 000  |
| Демократична република Конго  | Киншаса  | Конгоански франк | френски                        | 2 344 858 km² | 71 712 867 |
| Екваториална Гвинея           | Малабо   | CFA франк        | испански, френски, португалски | 28 051 km²    | 504 000    |
| Камерун                       | Яунде    | CFA франк        | френски, английски             | 47 442 km²    | 17 795 000 |
| Република Конго               | Бразавил | CFA франк        | френски                        | 342 000 km²   | 4 012 809  |
| Сао Томе и Принсипи           | Сао Томе | Добра            | португалски                    | 964 km²       | 157 000    |
| Централноафриканска република | Банги    | CFA франк        | френски, санго                 | 622 984 km²   | 4 216 666  |
| Чад                           | Нджамена | CFA франк        | френски, английски             | 1 284 000 km² | 10 146 000 |

Понякога отвъдморската територия на Великобритания – остров Света Елена също е посочен в Централна Африка.

## Стопанство
Основните отрасли са селското стопанство, горското стопанство и животновъдството. Най-развитите земеделски култури са банани, какао, кафе, памук, царевица. Най-важните в горите са тиковото, каучуковото и абаносовото дърво. От говедовъдството най-развито е животновъдството. В Централна Африка има различни минерални ресурси. Най-често срещаните са: желязо, калай, уран, кобалт и диаманти. Най-развитите индустрии са хранителната, дървообработващата, текстилната и металната промишленост. Плътната и приточна мрежа на река Конго с нейните притоци е основен енергиен потенциал и основа за трафик-комуникацията в Централна Африка.

## Демография
Централна Африка е обитавана главно от народите банту. Езикът банту е най-често срещан, а в някои райони се говорят чадски и нилсахарски език. Преобладаващата религия в Централна Африка е християнството, което на някои места се отличава със смесица от местни вярвания.

## Фауна
В региона има много папагали, маймуни, леопарди, брадавици, пеликани, змии.